# Ur-Ninurta
Ur-Ninurta war der sechste König der 1. Dynastie von Isin und herrschte von 1923 bis 1896 v. Chr. Er taucht in einem Text auf, der Anlass zu der Vermutung gibt, dass die Investitur der Könige im Zuge einer Götterversammlung stattfand. Das wohlhabende Larsa war zu einer konkurrierenden Stadt für Isin geworden und es kam zu Konflikten. Ur-Ninurta wurde am Ende schließlich von Abisare, dem König von Larsa, besiegt.